# Ouvrage du Michelsberg
L'ouvrage du Michelsberg est un ouvrage fortifié de la ligne Maginot, situé sur les communes de Dalstein et d'Ébersviller, dans le département de la Moselle.
C'est un ouvrage d'artillerie, comptant six blocs. Construit entre 1930 et 1935, il a été épargné par les combats de juin 1940.

## Position sur la ligne
Faisant partie du sous-secteur d'Hombourg-Budange dans le secteur fortifié de Boulay, l'ouvrage du Michelsberg, portant l'indicatif A 22, est intégré à la « ligne principale de résistance » entre les casemates CORF d'intervalle de Menskirch (C 57) au nord-ouest et de Huberbusch Nord (C 58) au sud-est, soutenus chacun par un blockhaus STG (Bb 44 Kirchenberg et Bb 43 Steck), à portée de tir des canons des gros ouvrages d'une part du Hackenberg (A 19) et du Mont-des-Welches (A 21) plus au nord-ouest et d'autre part d'Anzeling (A 25) plus au sud-est.
L'ouvrage est installé sur la cote 273, appelée le Michelsberg, surplombant la vallée de l'Anzeling (Anzelingerbach, un affluent de la Nied).

## Description
L'ouvrage est composé en surface de cinq blocs de combat et d'un bloc d'entrée, avec en souterrain une caserne, une cuisine, des latrines, un poste de secours, des PC, des stocks d'eau, de gazole et de nourriture, des installations de ventilation et de filtrage de l'air, des magasins à munitions (plusieurs M 2) et une usine électrique, le tout relié par des galeries profondément enterrées. Ces galeries sont construites au minimum à 30 mètres de profondeur pour les protéger des bombardements. L'énergie est fournie par quatre groupes électrogènes, composés chacun d'un moteur Diesel SGCM GVU 33 (fournissant 120 chevaux à 500 tr/min) couplé à un alternateur, complétés par un petit groupe auxiliaire (un moteur CLM 1 PJ 65, de 8 ch à 1 000 tr/min) servant à l'éclairage d'urgence de l'usine et au démarrage pneumatique des gros moteurs Diesel. Le refroidissement des moteurs se fait par circulation d'eau.

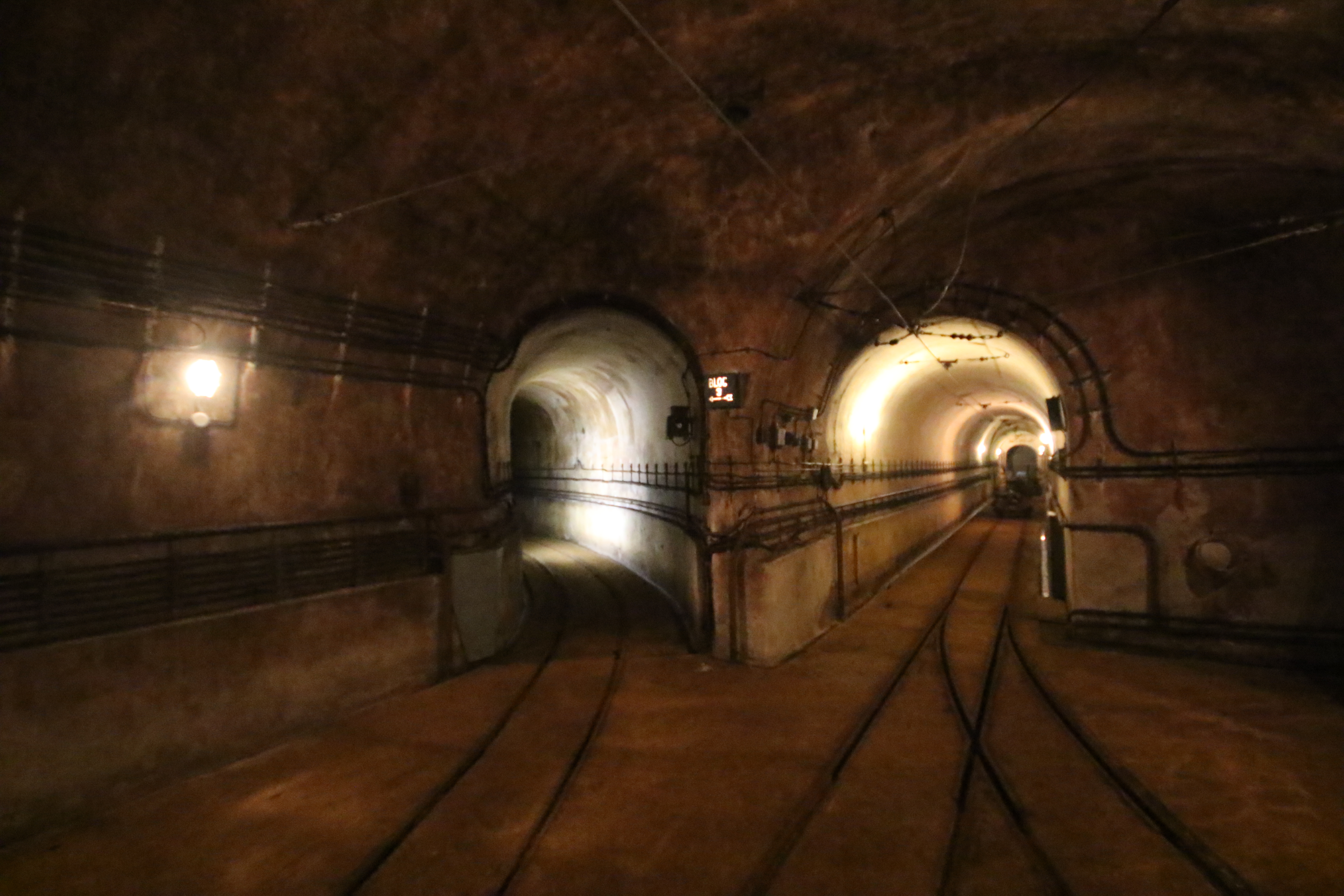
Galeries.
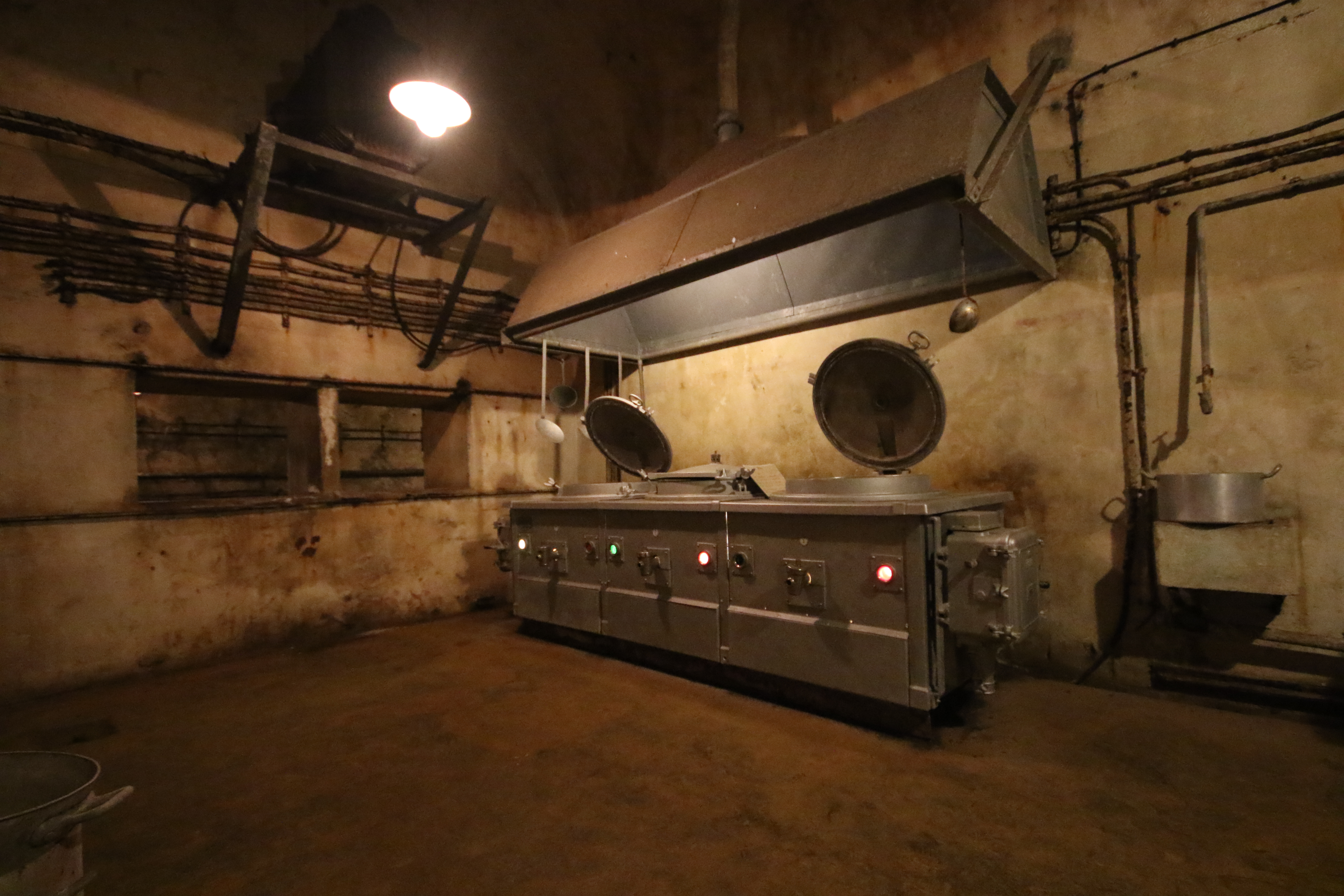
Cuisine.
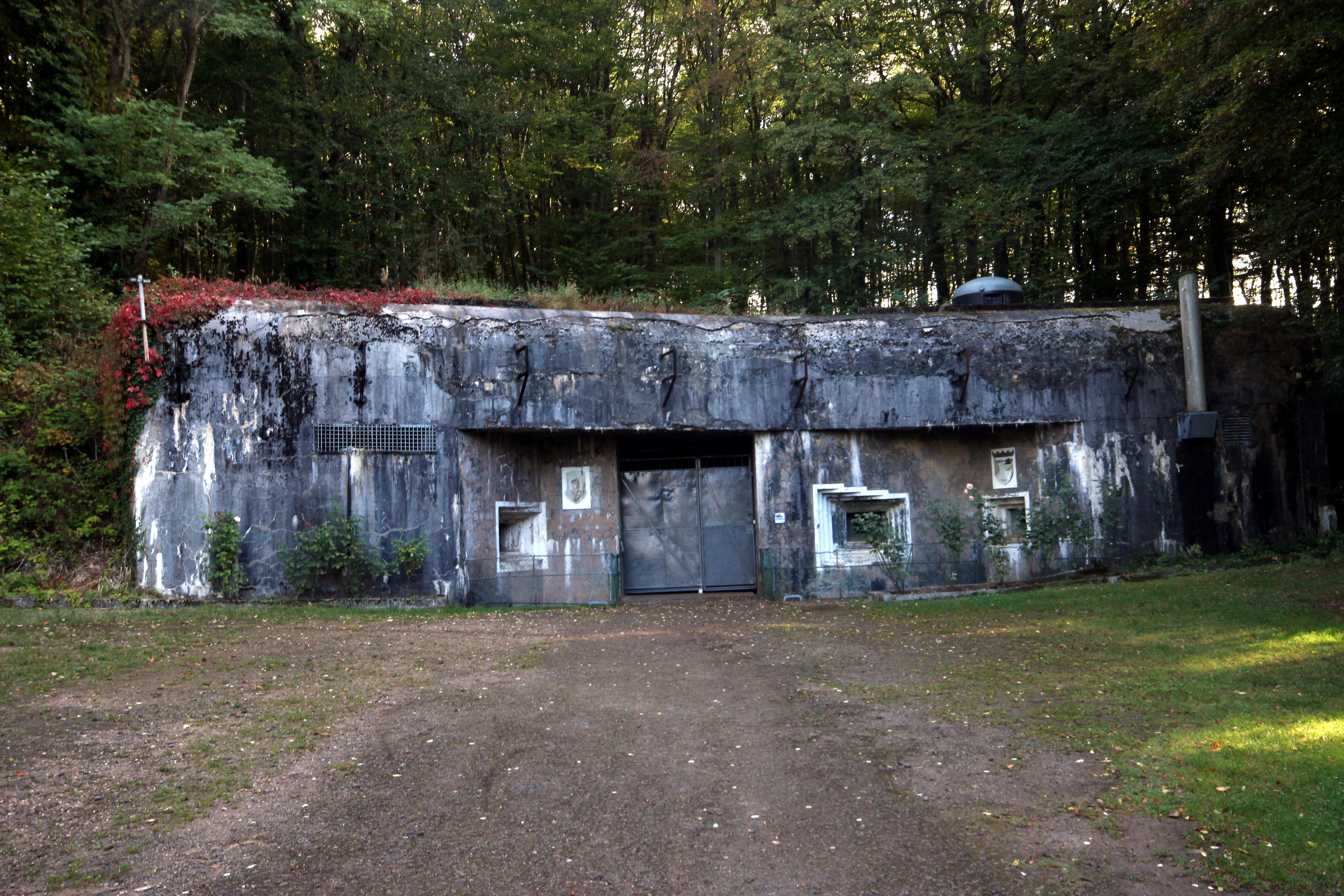
Entrée mixte.

- Le bloc 1 est un bloc d'infanterie avec une tourelle de mitrailleuses, une cloche JM (jumelage de mitrailleuses) et une cloche GFM (guetteur fusil-mitrailleur).
- Le bloc 2 est une casemate d'infanterie flanquant vers le nord, avec un créneau mixte pour JM/AC 47 (jumelage de mitrailleuses et canon antichar de 47 mm), un autre créneau pour JM et deux cloches GFM (dont une qui sert d'observatoire avec un périscope, indicatif O 9).
- Le bloc 3 est un bloc d'artillerie avec une tourelle de 81 mm et deux cloches GFM.
- Le bloc 5 est un bloc d'artillerie avec une Tourelle de 75 mm modèle 1933 et une cloche GFM (servant d'observatoire, indicatif O 8).
- Le bloc 6 est un bloc d'artillerie avec une tourelle de 135 mm, une cloche GFM, une cloche LG (lance-grenades) et une cloche issue de secours (unique sur l'ensemble de la ligne).
- L'entrée des munitions est armée avec un créneau mixte pour JM/AC 47 et deux cloches GFM[6].

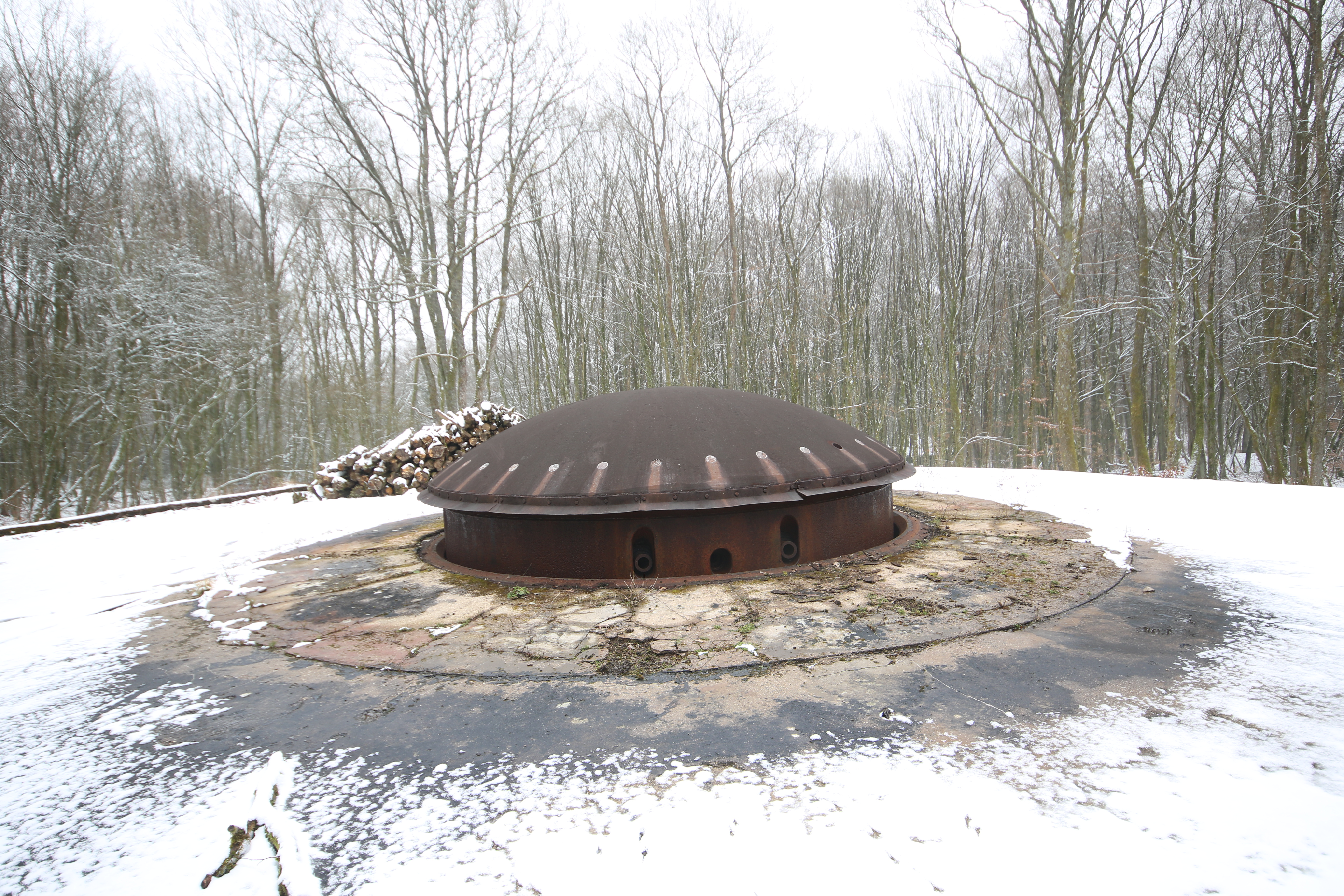
Tourelle de 75 mm du bloc 5.
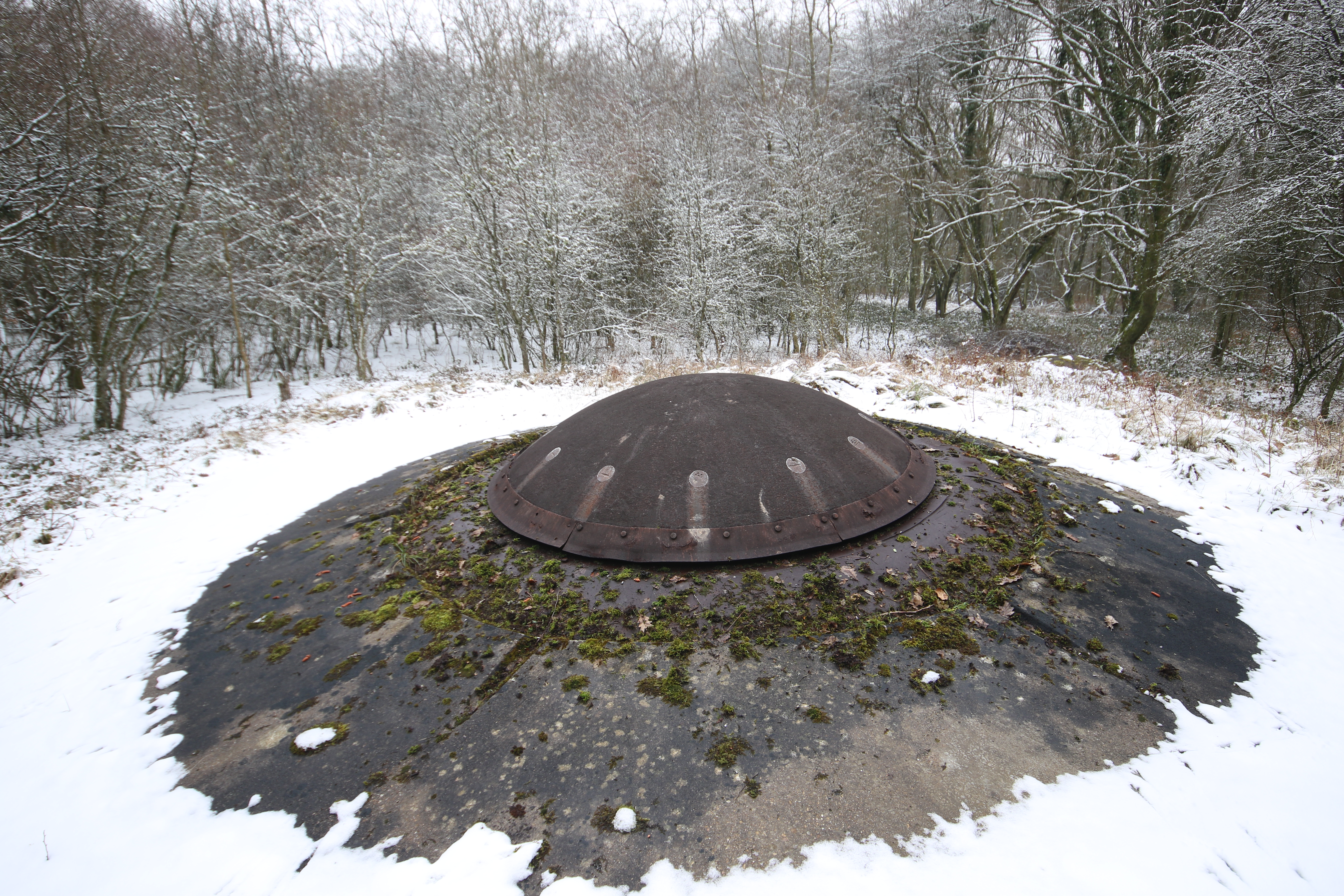
Tourelle de mitrailleuses du bloc 1.
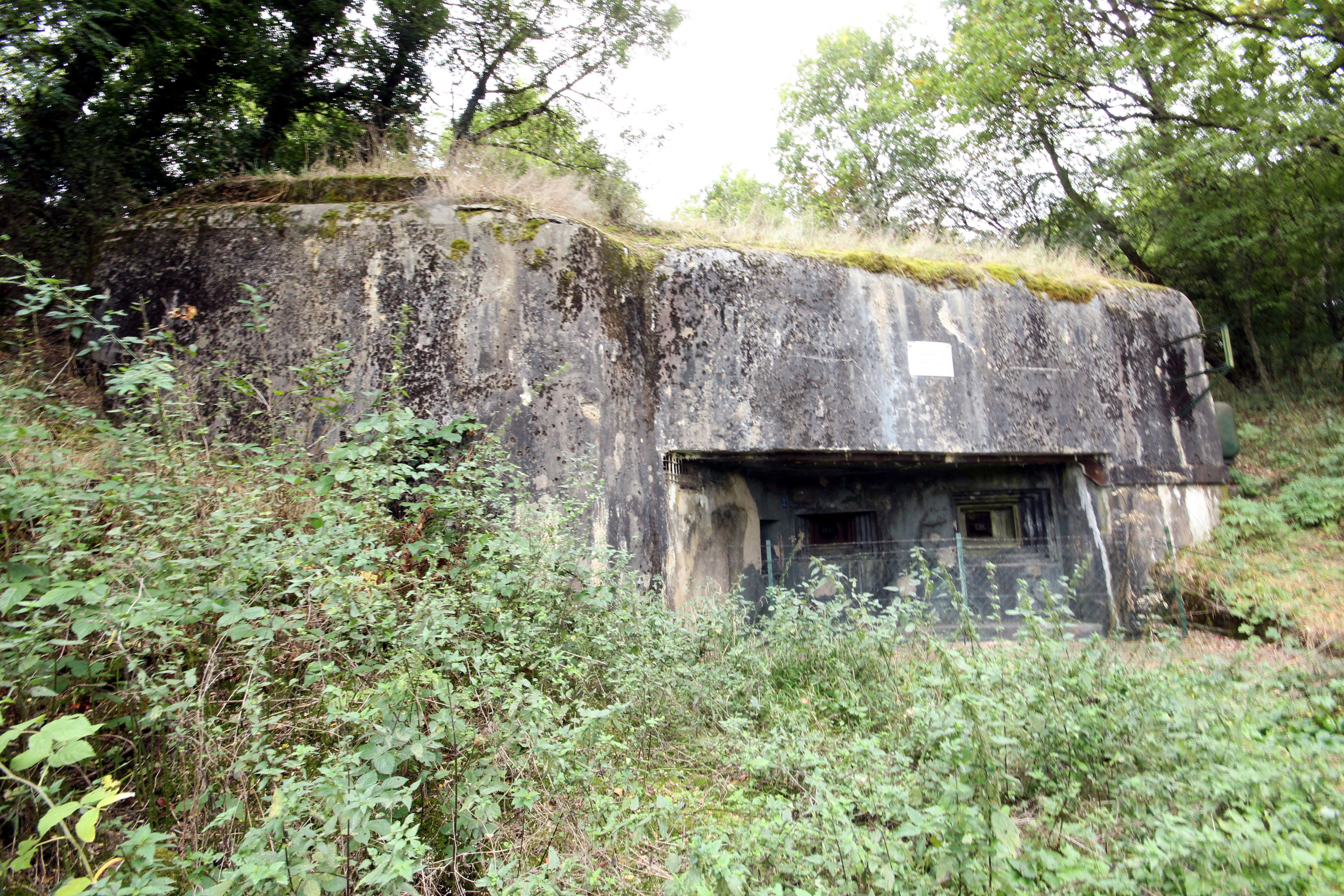
Façade du bloc 2.

## Histoire
L'ouvrage connaît son heure de gloire le 22 juin 1940 lorsqu'il repousse violemment une attaque allemande. Invaincus, les défenseurs du Michelsberg quitteront l'ouvrage début juillet 1940 pour se rendre dans les camps de prisonniers en Allemagne.

Pendant l'Occupation, les Allemands y installeront une usine de pièces mécaniques.
Après avoir été abandonné comme de nombreux ouvrages, il sera utilisé pendant quelques années pour la culture de champignons.

## Visite
Aujourd'hui, et depuis 1993, ce fort est sauvegardé par une association de bénévoles qui le fait visiter tous les dimanches d'avril à septembre inclus. Les départs des groupes de visite ont lieu l'après-midi, dès 14 h 30. À savoir qu'il est possible également de prendre rendez-vous le reste de l'année pour les groupes.
La visite permet de découvrir l'importance de ses locaux souterrains, avec d'abord l'usine électrique, l'atelier, le casernement avec les sanitaires, le foyer de la troupe et les cuisines, puis le cerveau de l'ouvrage qui n'est autre que le poste de commandement, en 1940 sous les ordres du commandant Pelletier. Enfin, après avoir remonté près de 30 mètres, les visiteurs découvrent la tourelle de 75 mm modèle 1933 pesant 265 tonnes, le modèle le plus important de la ligne Maginot : ses canons de 75 mm sont capables d'agir sur un rayon de près de 12 kilomètres avec une cadence de tir de 30 coups à la minute.
Accès : 
- depuis Thionville, prendre direction Saarlouis/Bouzonville jusqu'au village de Dalstein.
- Depuis Metz, prendre direction Bouzonville, puis Hestroff, Ebersviller et Dalstein.
- Depuis Saarlouis, prendre direction Thionville jusque Dalstein.